# Ernst August von Hannover (1983)

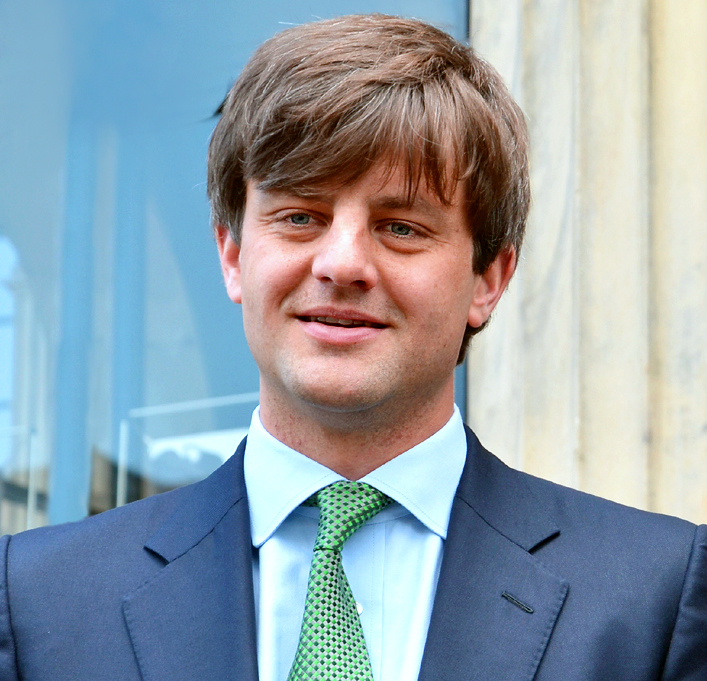
Ernst August von Hannover (2014)

Ernst August (VI.) Andreas Philipp Constantin Maximilian Rolf Stephan Ludwig Rudolph Prinz von Hannover, Herzog zu Braunschweig und Lüneburg, Königlicher Prinz von Großbritannien und Irland (* 19. Juli 1983 in Hildesheim) aus dem Geschlecht der Welfen ist ein deutscher Investmentbanker. Er verwaltet den land- und forstwirtschaftlichen sowie baulichen Besitz des Hauses Hannover in Deutschland und Österreich, den ihm sein Vater Ernst August Prinz von Hannover im Jahr 2004 übertragen hat.

## Familie

### Eltern und Geschwister
Ernst August von Hannover ist das älteste Kind von Ernst August von Hannover (* 1954) und dessen erster Ehefrau Chantal Hochuli (* 1955). Sein Vater ist das derzeitige Oberhaupt des ehemals königlichen Hauses Hannover und des ehemals herzoglichen Hauses von Braunschweig. Mit Christian Heinrich von Hannover (* 1985) hat Ernst August einen Bruder und mit Alexandra Prinzessin von Hannover (* 20. Juli 1999) eine Halbschwester, die aus der Ehe seines Vaters mit Prinzessin Caroline von Monaco aus dem Hause Grimaldi hervorging.

### Ehe und Kinder

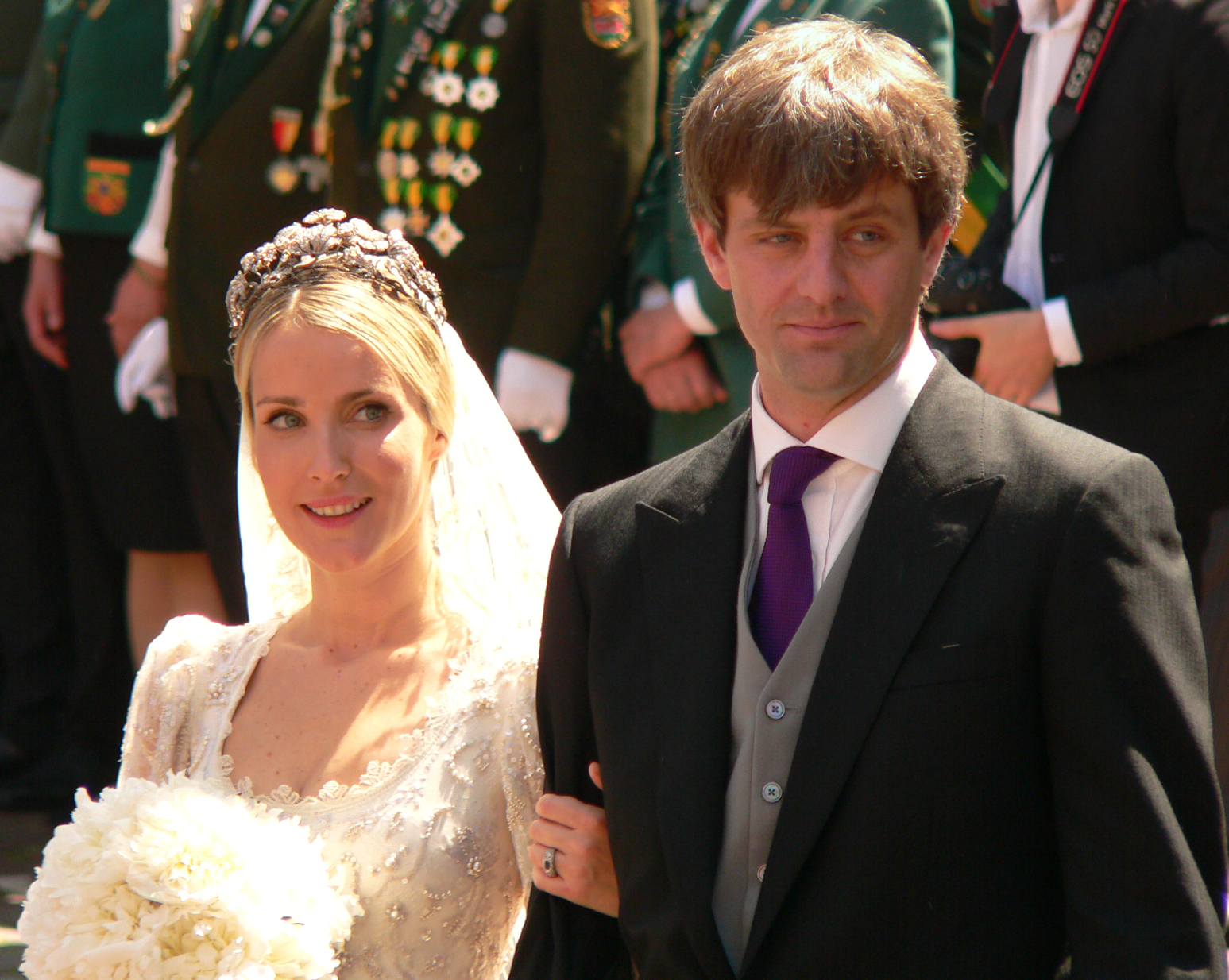
Nach der kirchlichen Trauung mit Jekaterina Malyschewa in Hannover (2017)

2017 heiratete Heinrich Ernst August von Hannover die russische Modedesignerin Jekaterina Malyschewa (* 1. Juli 1986). Die standesamtliche Trauung nahm der hannoversche Oberbürgermeister Stefan Schostok am 6. Juli 2017 im Neuen Rathaus in Hannover vor. Die kirchliche Trauung durch Landesbischof a. D. Horst Hirschler fand am 8. Juli 2017 in der hannoverschen Marktkirche statt. Das Paar hat die im Jahr 2018 geborene Tochter Elisabeth, den 2019 geborenen Sohn Welf August, die 2021 geborene Tochter Eleanora sowie die 2024 geborene Tochter Margarita.
Die Familie bezog zunächst das Fürstenhaus Herrenhausen und lebte danach an einem anderen Ort in Hannover. Im Sommer 2022 zog Ernst August von Hannover aus beruflichen Gründen mit seiner Familie nach Gmunden in Österreich, wo er sich um die Herzog-von-Cumberland-Stiftung kümmern will.

## Name und Titel
Sein offizieller Name im deutschen Reisepass lautet: Ernst August Andreas Philipp Constantin Maximilian Rolf Stephan Ludwig Rudolph Prinz von Hannover Herzog zu Braunschweig und Lüneburg Königlicher Prinz von Großbritannien und Irland. Sein offizieller britischer Name lautet (da er wie seine gesamte Familie auch die britische Staatsangehörigkeit besitzt) ausweislich seines Reisepasses His Royal Highness Ernest Augustus Guelph (englisch für Welf).
Da die Monarchie in Deutschland mit der Weimarer Verfassung 1919 abgeschafft wurde, stellt „Prinz“ hierbei nur einen Bestandteil des Nachnamens dar. Seit dem 9. Dezember 1987 wird er zur Unterscheidung von seinem Vater häufig mit dem ebenso inoffiziellen Titel Erbprinz von Hannover bezeichnet, nachdem sein Vater dem Großvater Ernst August von Hannover (1914–1987) als Chef des Welfenhauses nachgefolgt ist.

## Leben
Ernst August von Hannover wuchs zweisprachig im Londoner Stadtbezirk Hammersmith and Fulham auf und besuchte die Deutsche Schule London. Seine Muttersprache ist Englisch. Zeitweilig lebte er im Malvern College, einem Internat in Worcestershire, ebenso wie sein jüngerer Bruder Christian. Seine Ferien verbrachte Ernst August regelmäßig auf dem familieneigenen Schloss Marienburg in Pattensen in Niedersachsen.
Ernst August studierte Geschichte und Volkswirtschaftslehre in New York City sowie Florenz und war danach als Investmentbanker tätig, unter anderem für einen Fonds bei der Islamic Investment Bank in Bahrein. In einer Londoner Investmentbank spezialisierte sich Ernst August auf die Finanzierung kleinerer Bergbau- und Technologieunternehmen in Schwellenländern.
Im Jahr 2004 übertrug ihm sein Vater das Schloss Marienburg und das Fürstenhaus in Herrenhausen, dazu Ländereien und Forste in Niedersachsen, Sachsen-Anhalt und Österreich. Seitdem kümmert er sich „fast ausschließlich um das Erbe“ (in Form einer Gesellschaft bürgerlichen Rechts). Seit 2012 nimmt er auch zunehmend die Repräsentation des Welfenhauses wahr. Während Ernst August sich anfangs regelmäßig nur für kurze Zeit in Hannover aufhielt, verlegte er im Laufe der Zeit allmählich seinen Lebensmittelpunkt dorthin.
2005 verkaufte Ernst August in der sogenannten „Welfenauktion“ von Sotheby’s einen Großteil des Mobiliars der Marienburg sowie der im Depot gelagerten Sammlungen, die ursprünglich aus Schloss Blankenburg und Schloss Cumberland stammten. Geplant war, die Mittel in eine Stiftung zur Instandhaltung der Marienburg einzubringen. Der Erlös von 44 Millionen Euro sei aber, nach seiner Aussage in einem Interview von 2019, teils für Kosten und Provisionen, großenteils aber zur Tilgung von Schulden seines Vaters verwendet worden, deren Höhe ihm zum Zeitpunkt der Auktion nicht bekannt gewesen sei; der verbleibende Erlös sei ins Schloss investiert worden, etwa in den Ausbau des Hauptturms und des Restaurants. 2011 verkaufte Ernst August die Hofgebäude der nahe der Marienburg gelegenen Domäne Calenberg in Schulenburg, weil die historischen Wirtschaftsgebäude des Gutshofes und Familiensitzes nicht mehr für die moderne land- oder forstwirtschaftliche Nutzung geeignet waren, behielt aber die Nutzflächen. Die Erträge daraus hätten allerdings von Anfang an nicht annähernd ausgereicht, um das Schloss Marienburg auf Dauer zu unterhalten oder zu sanieren. Liquides Vermögen sei ihm nicht übertragen worden.
Die österreichischen Besitzungen des Welfenhauses, das nach dem Ende des Königreichs Hannover durch die Preußischen Annexionen 1866 seinen Sitz in Gmunden genommen hatte, darunter der Cumberland Wildpark, werden von einer in Liechtenstein ansässigen Familienstiftung gehalten, der Herzog von Cumberland Stiftung. 2013 löste Ernst August seinen Vater als Präsident des Stiftungsrates ab.
2014 trat Ernst August von Hannover erstmals öffentlich in Hannover mit einem Vortrag auf, der das 300. Jubiläum der Personalunion zwischen Großbritannien und Hannover zum Inhalt hatte. Dabei warb er für die Niedersächsische Landesausstellung „Als die Royals aus Hannover kamen“ im Jahr 2014 und für die ebenfalls 2014 durchgeführte Ausstellung „Der Weg zur Krone – Das Königreich Hannover und seine Herrscher“ auf Schloss Marienburg.
Ernst August von Hannover ist seit 2018 Botschafter des Deutschen Kinderhospizvereins e. V.

### Schloss Marienburg

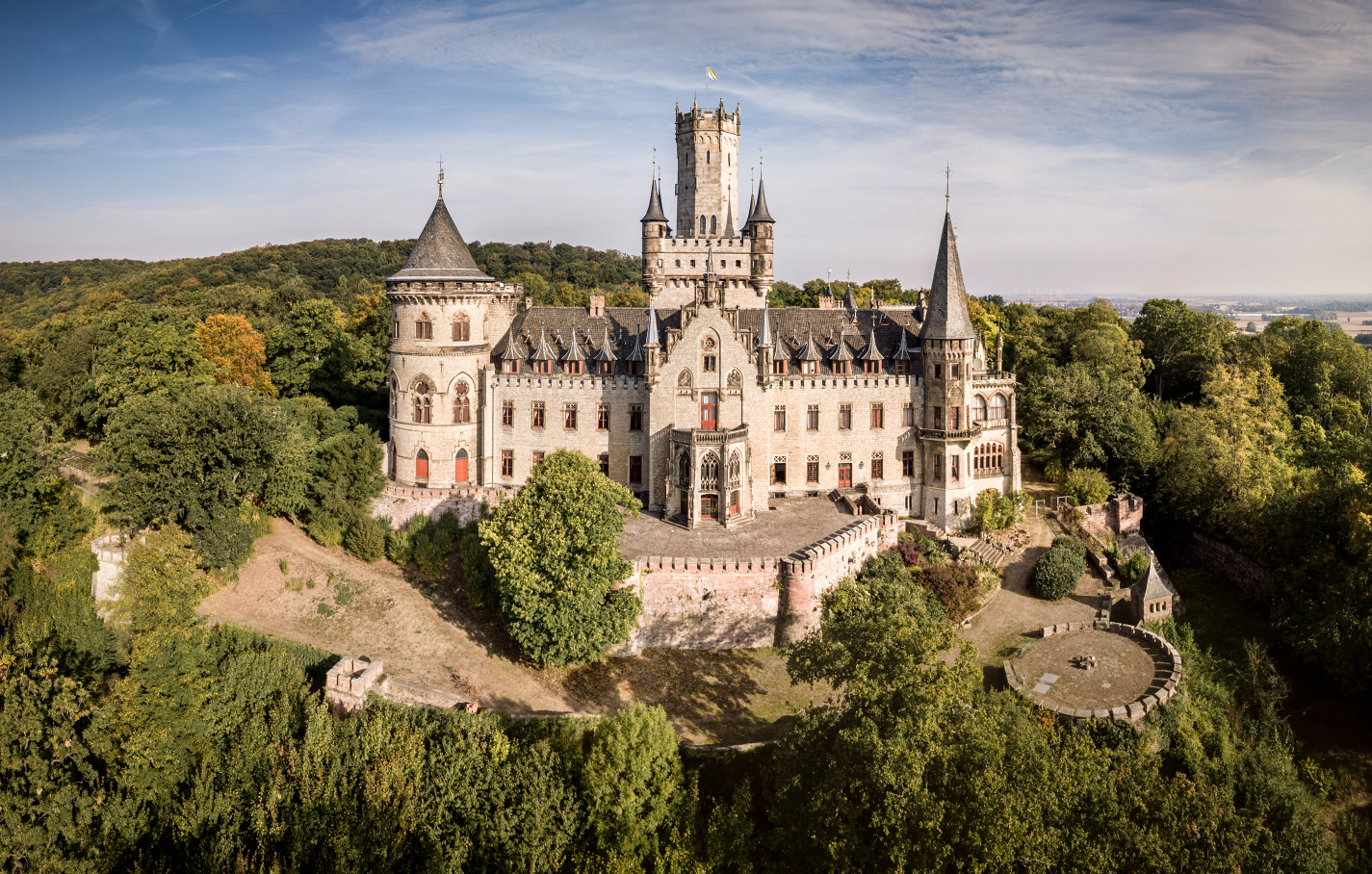
Schloss Marienburg

2014 kündigte Ernst August von Hannover an, Schloss Marienburg zum Wahrzeichen für die Region und als Ausflugsziel der Klasse Neuschwanstein zu machen. Es gelang ihm, die jährlichen Besucherzahlen von 30.000 im Jahr 2005 innerhalb von zehn Jahren auf 200.000 zu steigern. Eigenen Angaben nach handelt es sich um das meistbesuchte Schloss in Norddeutschland.
Stärkere mediale Aufmerksamkeit erfuhr Ernst August von Hannover im November 2018 mit dem Bekanntwerden seiner Verkaufsabsichten von Schloss Marienburg. Diese begründete er mit dem defizitären Betrieb und Erhalt, was seine finanziellen Mittel übersteige. Die öffentliche Hand beabsichtigte, die stark sanierungsbedürftige Schlossanlage für den symbolischen Betrag von einem Euro zu erwerben und sie für rund 27 Millionen Euro zu sanieren; dabei war die Übernahme durch ein Tochterunternehmen der Klosterkammer Hannover geplant. Laut dem niedersächsischen Kulturminister Björn Thümler ist die Anlage wegen ihrer Bedeutung als Kulturdenkmal und Erinnerungsort für die niedersächsische Landesidentität zu erhalten und der Öffentlichkeit dauerhaft zugänglich zu machen. Die 2019 vorgesehene Übergabe verzögerte sich aufgrund des Vetos durch den Vater Ernst August Prinz von Hannover senior, der seine Schenkung von 2004 widerrief und das Schloss wegen groben Undanks von seinem Sohn zurückforderte. Die niedersächsische Landesregierung stoppte daraufhin die Übernahme der Anlage. Im Laufe des Jahres 2019 verzichtete Ernst August von Hannover auf den Verkauf des Schlosses und überführte es 2020 samt Inventar in die Stiftung Schloss Marienburg.